# 野老澤町造商店

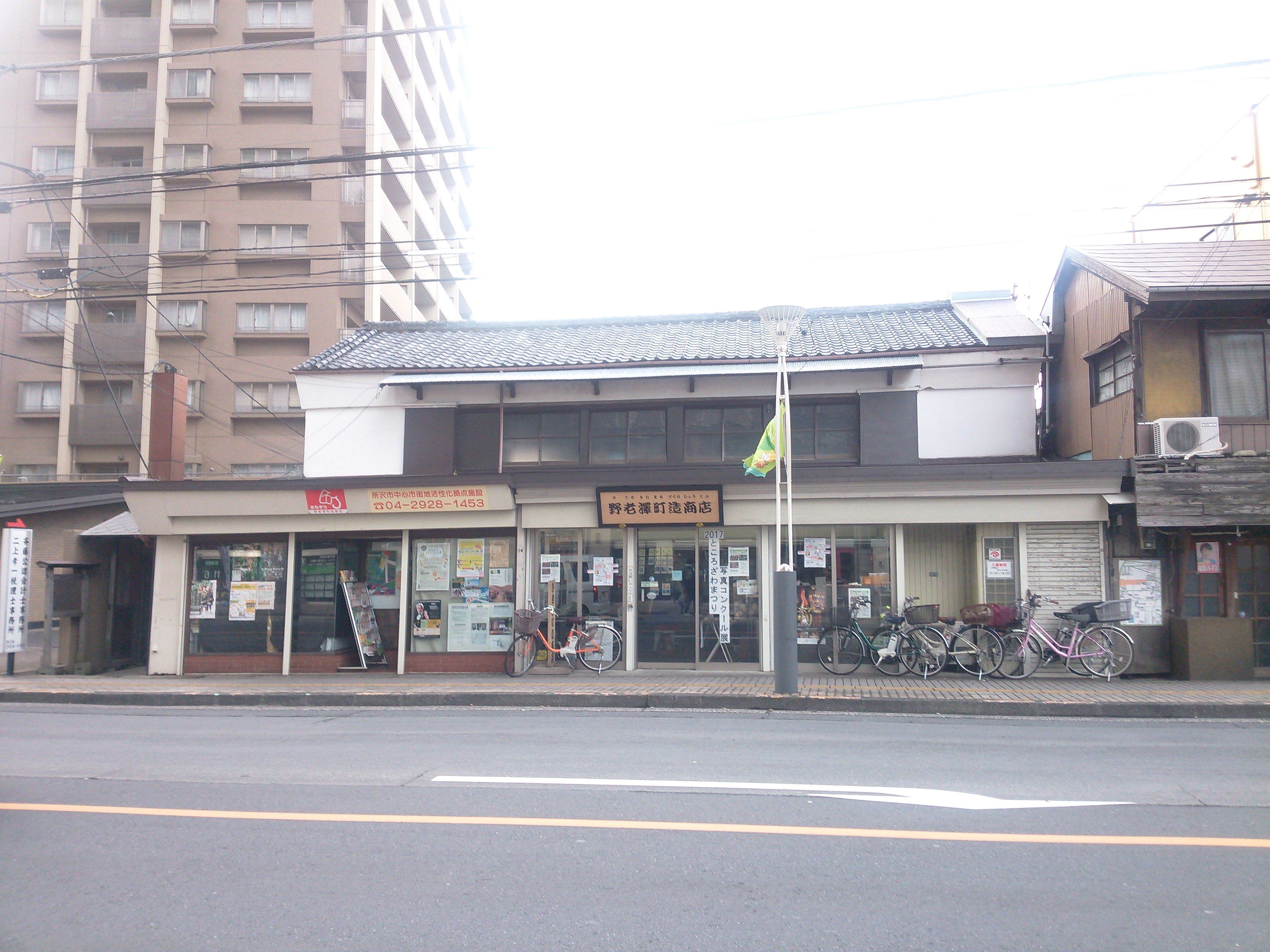
野老澤町造商店

野老澤町造商店（ところさわまちづくりしょうてん）は、埼玉県所沢市元町にある所沢市の市街地の活性化を目的とした拠点施設。
所沢市の歴史やスポーツ、ゆかりのあるアーティストについて、所沢市の魅力を発信するための各種展示を行っている。愛称「まちぞう」 。
その他に「埼玉西武ライオンズ」「さいたまブロンコス」と言った、所沢を本拠地とするプロスポーツチームや「JULEPS」「Assy（芦沢みゆき）」と言った、所沢のアーティストの応援にも力を入れている。

## 沿革
- 2005年 - 旧店舗「井筒屋町造商店」が寿町で開店[1]。名前は公募による[3]。
- 「井筒屋」は、旧店舗が木綿の問屋であった明治大正期の店の屋号にちなむ。明治から大正にかけて「所沢飛白」(ところざわがすり)の産地であった狭山丘陵周辺の農家に、輸入木綿糸を供給する役割の一端を担った商店の一つ。
- 2005年の「井筒屋町造商店」開店時には、田子裕子氏、荒川真樹氏によって、古い店内の一つ一つの建具や土蔵などに、文字プレートによる解説をつけ、また開店までにたずさわった数多くのボランティアたちの言葉を、同じく文字プレートによって視覚化するデザインを施し注目された。
- 2008年6月1日 - 旧店舗「井筒屋町造商店」を引き継ぐかたちで、「野老澤町造商店」として所沢市元町に開店[1]。